# Aleksander Dzieduszycki (pułkownik)
Aleksander Maria Paweł Mieczysław Dzieduszycki (ur. 18 stycznia 1874 w Starym Gwoźdźcu, zm. 6 października 1949 w Krakowie) – hrabia, pułkownik kawalerii Wojska Polskiego, poseł RP w Danii.

## Życiorys
Pochodził z rodziny ziemiańskiej, Stanisława i Karoliny z Weryha-Darowskich. Ukończył Theresianum w Wiedniu, a następnie Akademii Wojskowej w Wiener Neustadt. W 1896 rozpoczął pełnić zawodową służbę w c. i k. Armii. Został przydzielony do Dolnoaustriackiego Pułku Dragonów Nr 3 w Krakowie. W latach 1899–1901 był słuchaczem Szkoły Wojennej w Wiedniu. Po ukończeniu szkoły otrzymał tytuł „przydzielony do Sztabu Generalnego” i przydział do Komendy 11 Brygady Kawalerii w Tarnowie. W latach 1902–1904 pełnił służbę w Komendzie Dywizji Kawalerii Jarosław. Pełniąc służbę sztabową pozostawał oficerem nadetatowym Pułku Dragonów Nr 3. W 1904 został przeniesiony do Czeskiego Pułku Dragonów Nr 1 w Łańcucie. W 1907 otrzymał tytuł oficera Sztabu Generalnego i przydział do Komendy 10 Korpusu w Przemyślu. W 1910, jako oficer Sztabu Generalnego, został przydzielony do Galicyjskiego Pułku Ułanów Nr 8 w Czerniowcach. Od 1912 kontynuował służbę w pułku w Czerniowcach, ale został wykluczony z korpusu oficerów Sztabu Generalnego. W latach 1912–1913 wziął udział w mobilizacji sił zbrojnych Monarchii Austro-Węgierskiej, wprowadzonej w związku z wojną na Bałkanach. W latach 1914–1918 pełnił służbę na stanowisku attaché wojskowego w c. i k. Ambasadzie w Madrycie, pozostając oficerem nadetatowym UR. 8. W czasie służby w c. i k. Armii awansował na kolejne stopnie w korpusie oficerów kawalerii: podporucznika (1 września 1896), porucznika (1 listopada 1900), rotmistrza (1 maja 1904), majora (1 listopada 1914) i podpułkownika (1 listopada 1916).
W 1918 w Madrycie zorganizował polską agencję prasową, a po upadku Austro-Węgier był delegatem Komitetu Narodowego Polskiego (KNP) przy rządzie Królestwa Hiszpanii i przeszedł do polskiej służby dyplomatycznej.
13 października 1919 mianowany posłem nadzwyczajnym i ministrem pełnomocnym w Danii. 16 maja 1924 odwołany z tego stanowiska, a następnie 30 września 1924 pod naciskiem MSZ Francji zwolniony ze służby dyplomatycznej. Kontrwywiad francuski podejrzewał go o współpracę z Niemcami w czasie I wojny światowej i po jej zakończeniu.
Po zwolnieniu ze służby przez kilka lat przebywał w Peru, po powrocie do kraju został organizatorem i prezesem Towarzystwa Hodowli Konia Arabskiego w Warszawie, członkiem Zarządu Towarzystwa Zachęty do Hodowli Koni w Polsce, założycielem i członkiem zarządu Towarzystwa Międzynarodowych i Krajowych Zawodów Konnych w Polsce. Był autorem wielu publikacji z zakresu polityki i hodowli.
W 1934 pozostawał w ewidencji Powiatowej Komendy Uzupełnień Warszawa Miasto III. Posiadał przydział do Oficerskiej Kadry Okręgowej Nr I. Był wówczas „przewidziany do użycia w czasie wojny”.
Pod koniec lat 30. był prezesem zarządu Towarzystwa Wyższej Szkole Dziennikarskiej w Warszawie.
Aleksander Dzieduszycki 4 lipca 1908 zawarł związek małżeński z Marią Różą Pauliną Ciechanowską.

## Ordery i odznaczenia
- Złoty Krzyż Zasługi (4 marca 1937)[19]
- Złoty Medal Polskiego Czerwonego Krzyża I kl.[1]
- Krzyż Wielki Orderu Świętego Olafa (Norwegia)[1]
- Krzyż Wielki Orderu Danebroga (1923, Dania)[1][20]
- Krzyż Wielki Orderu Słońca Peru (Peru)[1]
- Order Korony Żelaznej 3 klasy z dekoracją wojenną (Austro-Węgry)[21]
- Krzyż Zasługi Wojskowej 3 klasy (Austro-Węgry)[21]
- Brązowy Medal Jubileuszowy Pamiątkowy dla Sił Zbrojnych i Żandarmerii (Austro-Węgry)[21]
- Krzyż Jubileuszowy Wojskowy (Austro-Węgry)[21]
- Krzyż Pamiątkowy Mobilizacji 1912–1913 (Austro-Węgry)[21]